# Залазна (река)
Залазна́ — река в России, протекает по Омутнинскому району Кировской области. Устье реки находится в 16 км от устья реки Белой по правому берегу, Залазна её крупнейший приток. Длина реки составляет 23 км, площадь водосборного бассейна — 182 км². В 5,5 км от устья принимает слева реку Малая Залазна, до её впадения также именуется Большая Залазна.
Исток реки на Верхнекамской возвышенности в 15 км к юго-востоку от села Залазна. Исток находится на водоразделе Вятки и верхней Камы, рядом берёт исток река Томызь. Залазна течёт на северо-запад, протекает посёлок Северный, село Залазна и посёлок Белорецк (все — Залазнинское сельское поселение). У села Залазна на реке организована большой искусственный Залазнинский пруд. Притоки — Сухая, Малая Залазна (левые); Болотня, Вотка (правые). Впадает в Белую ниже посёлка Белорецк.
Название происходит от сев.-вост.-рус. залезо «железо», что связано с богатыми месторождениями болотных железных руд, разрабатывавшимися Залазнинским чугунолитейным заводом.

## Данные водного реестра
По данным государственного водного реестра России относится к Камскому бассейновому округу, водохозяйственный участок реки — Вятка от истока до города Киров, без реки Чепца, речной подбассейн реки — Вятка. Речной бассейн реки — Кама.
Код объекта в государственном водном реестре — 10010300212111100029973.